# 张瓘
张瓘（9世纪—950年），同州车渡村（今陕西省大荔县）人，五代十国大臣。
张瓘是太原监军使张承业的侄子。天祐年间，张承业辅佐李克用、李存勖有功，很受信任，张瓘听说后，和兄弟五人，自故里投奔太原，唐庄宗李存勖将他们都任用。天祐十三年（916年）张瓘补麟州刺史。张承业治家很严，小过也不宽恕，一个侄儿为磁州副使，因为他杀了河西卖羊的客商，张承业立即将其捕斩。常告诫张瓘等说：“你们车渡村的百姓刘开道是个下做贼，一惯胡作非为，现在一定要改变行为，如果不革除旧习，死期不远了。”张瓘于是所到一地不敢索求。后晋天福年间，为密州刺史，任期满後入京为环卫官。後漢乾祐三年（950年）夏，在官任上去世，汉隐帝辍视朝一日。

## 延伸阅读
[在维基数据编辑]
 《舊五代史·卷106》，出自薛居正《舊五代史》